# Dallgow-Döberitz
Dallgow-Döberitz est une commune de l'arrondissement du Pays de la Havel, dans le Land de Brandebourg, en Allemagne.

## Géographie

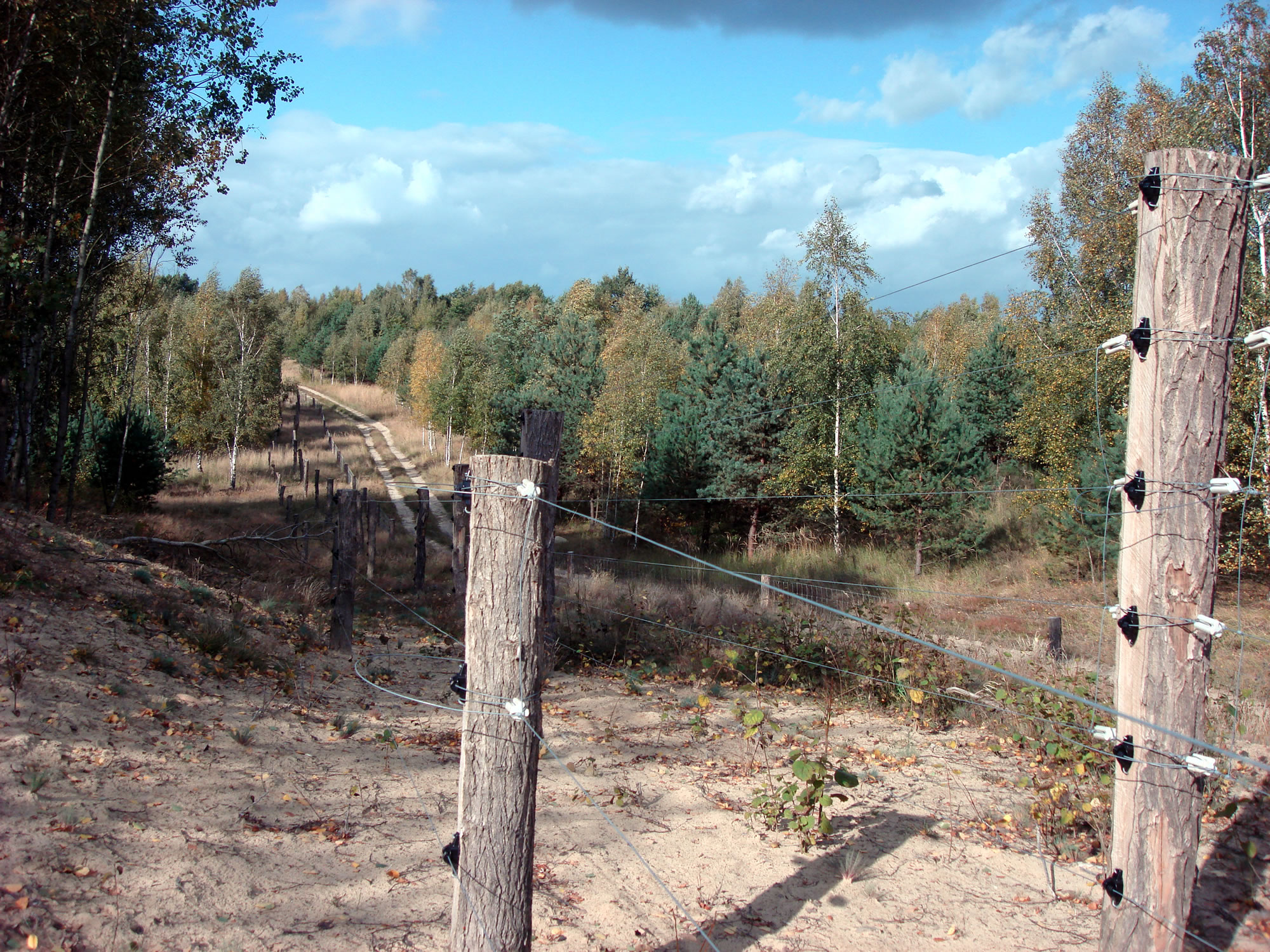
Vue sur la lande de Döberitz.

Dallgow-Döberitz se situe directement à l'ouest de Berlin (le quartier de Staaken et au nord de Potsdam. La partie sud du territoire communal comprend une bonne partie de la lande de Döberitz, un ancien terrain d'entraînement militaire qui est aujourd'hui une réserve naturelle.
Le territoire communal est traversé par la Bundesstraße 5.

## Histoire
L'utilisation militaire du site par l'Armée prussienne a commencé en 1713, avec l'accession au trône du « Roi-Soldat » Frédéric-Guillaume Ier. Son fils et successeur Frédéric II y  fait défiler 44 000 soldats en 1753. 
Le camp d'entrainement, l'un des terrains de manœuvres les plus importants de l'Empire allemand, a été aménagé à Döberitz dans les années 1892-95, sous le règne de l'empereur Guillaume II, ce qui a fortement influencé le développement et l'aspect actuel de la commune. Les habitants du village de Döberitz, situé au milieu de la zone, ont été contraints d'abandonner leurs maisons réquisitionnés. En 1910, une base aérienne a été mise en service qui est devenue le noyau du Service aérien de l'Armée impériale (Luftstreitkräfte). L'aviateur Manfred von Richthofen a été stationné ici en 1916.
Après la Première Guerre mondiale, une partie des installations a été détruite sur ordre de la Commission militaire interalliée de contrôle ; néanmoins, le terrain a été réutilisé par les troupes de la Reichswehr. Le 12 mars 1920, la brigade Ehrhardt  marcha de Döberitz à Berlin pour démarrer le putsch de Kapp visant à renverser le régime de la république de Weimar. Au cours des années suivantes, le camp militaire est resté un centre de la Reichswehr noire. Plus au nord-ouest, sur le territoire de la municipalité de Wustermark, on trouve les vestiges du village olympique des Jeux olympiques d'été de 1936 à Berlin, érigé à partir de 1934. Après la Seconde Guerre mondiale, le terrain fut exploité par l'Armée rouge jusqu'en 1992.

## Démographie
| Année | Population |
| ----- | ---------- |
| 1875  | 1 214      |
| 1890  | 1 381      |
| 1910  | 1 870      |
| 1925  | 2 378      |
| 1933  | 3 689      |
| 1939  | 5 355      |
| 1946  | 5 762      |
| 1950  | 4 890      |
| 1964  | 4 209      |
| 1971  | 4 241      |

| Année | Population |
| ----- | ---------- |
| 1981  | 3 826      |
| 1985  | 3 711      |
| 1989  | 3 555      |
| 1990  | 3 469      |
| 1991  | 3 403      |
| 1992  | 3 371      |
| 1993  | 3 417      |
| 1994  | 3 656      |
| 1995  | 4 075      |
| 1996  | 4 446      |

| Année | Population |
| ----- | ---------- |
| 1997  | 5 206      |
| 1998  | 5 711      |
| 1999  | 6 080      |
| 2000  | 6 444      |
| 2001  | 6 702      |
| 2002  | 6 908      |
| 2003  | 7 094      |
| 2004  | 7 439      |
| 2005  | 7 786      |
| 2006  | 8 086      |

| Année | Population |
| ----- | ---------- |
| 2007  | 8 277      |
| 2008  | 8 471      |
| 2009  | 8 576      |
| 2010  | 8 636      |
| 2011  | 8 616      |
| 2012  | 8 714      |
| 2013  | 8 989      |
| 2014  | 9 280      |
| 2015  | 9 700      |
| 2016  | 9 940      |

| Année | Population |
| ----- | ---------- |
| 2017  | 9 956      |
| 2018  | 9 931      |
| 2019  | 10 019     |
| 2020  | 10 298     |

## Personnalités
- Johann Christoph von Wöllner (1732-1800), pasteur et homme d'État né à Döberitz